# Miniera di Gambatesa
La miniera di Gambatesa è stata una miniera sotterranea da cui veniva estratta la braunite, minerale che contiene manganese per la produzione di acciaio di qualità; la miniera fu sfruttata anche dall'Italsider.
L'ex miniera si trova nel comune di Ne, nella città metropolitana di Genova, in val Graveglia, sulla strada provinciale 26 per Varese Ligure (SP) e per il passo del Biscia (892 m). Il sito è stato riaperto dal 2016 al pubblico con visite guidate quale mero museo minerario.

## Storia
Inizialmente dal Settecento veniva estratto dalla vecchia miniera, ora abbandonata, la pirite. Dal 15 marzo 1876 venne data la concessione all'ingegnere francese Auguste Fages per l'estrazione di ferro e rame, poi l'attività si concentrò sull'estrazione della braunite, ricca di manganese, risultando la miniera più grande d'Europa.
In seguito, aumentando di importanza, passò dal 1939 sotto la Società Anonima Mineraria Siderurgica, e dal 1964 la concessione passò all'Italsider fino al 1971, quando venne dichiarata la chiusura della miniera. La produzione della miniera arrivò negli anni sessanta del XX secolo a 50.000 tonnellate annue, con un'occupazione (relativa a tutto il distretto minerario di Gambatesa) che superava i 600 operai. La concessione della miniera era nel 1972 di 65 ettari.
Successivamente riaperta da una società composta da minatori nel 1976 - denominata "Sil.Ma" - e inserita dal 1995 nel Parco naturale regionale dell'Aveto, la miniera di Gambatesa ha avuto una nuova fase di rilancio dal 2000 con l'apertura della stessa al pubblico turistico, diventando di fatto un "museo minerario", con l'organizzazione di giornaliere visite guidate all'interno del sito d'estrazione. I visitatori, accompagnati da guide, utilizzavano per il primo tratto di esplorazione un trenino già in uso dai minatori, costituito da piccole carrozze ricavate dalla trasformazione di veicoli precedentemente impiegati per il trasporto dei materiali estratti, trainate da due locomotive ad accumulatori, costruite a Milano dalla EMAM nel 1954. Tutto il materiale è a scartamento 500 mm.
Il 31 dicembre 2009 si concluse definitivamente l'estrazione dalla miniera e, nel 2013, pure con la cessazione dell'apertura al pubblico a scopo turistico. L'ente Parco dell'Aveto e la Regione Liguria hanno lavorato successivamente all'adeguamento normativo necessario alla sua riapertura, evento avvenuto il 9 dicembre 2016.

## Galleria d'immagini

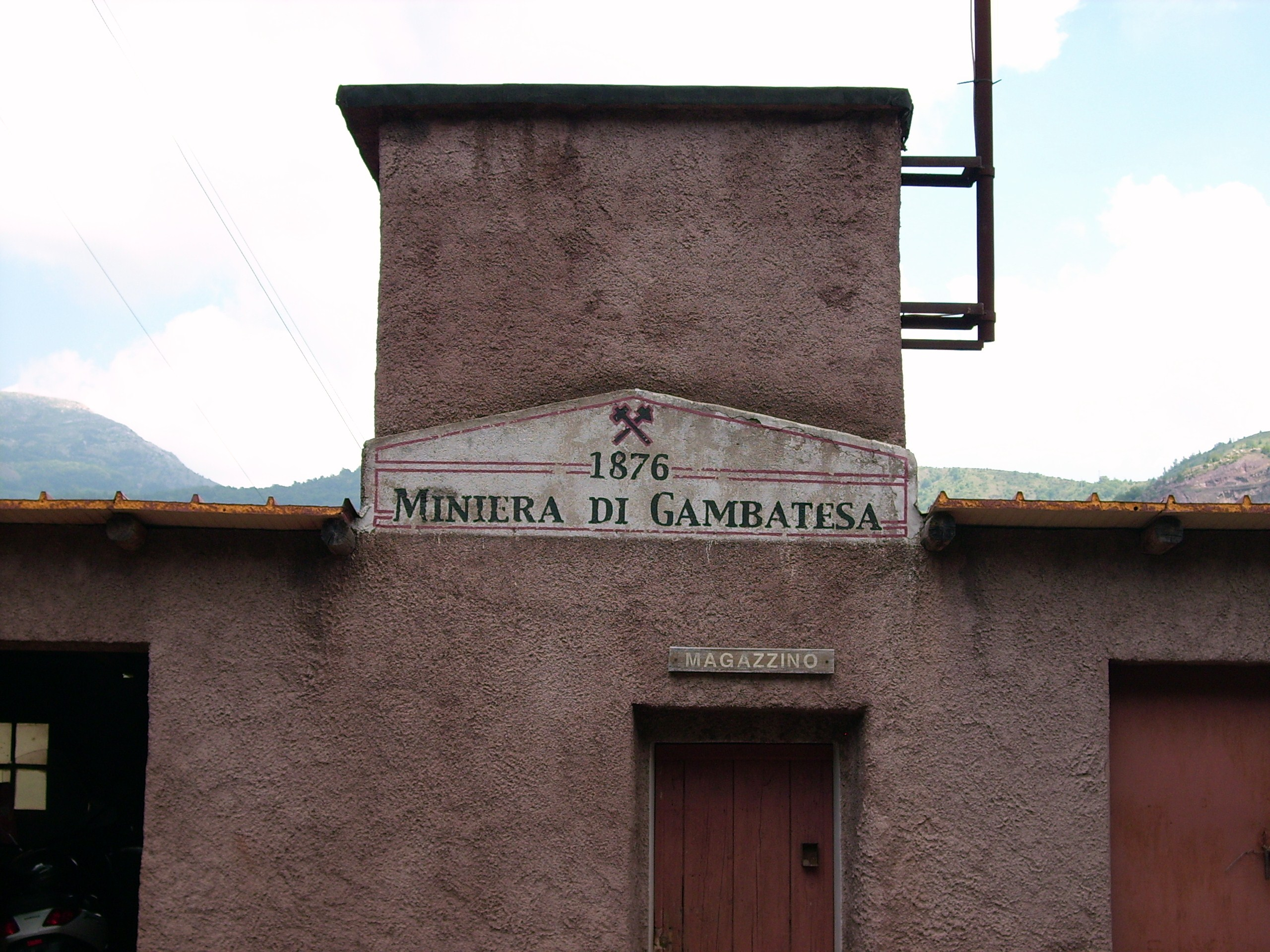
I magazzini della miniera
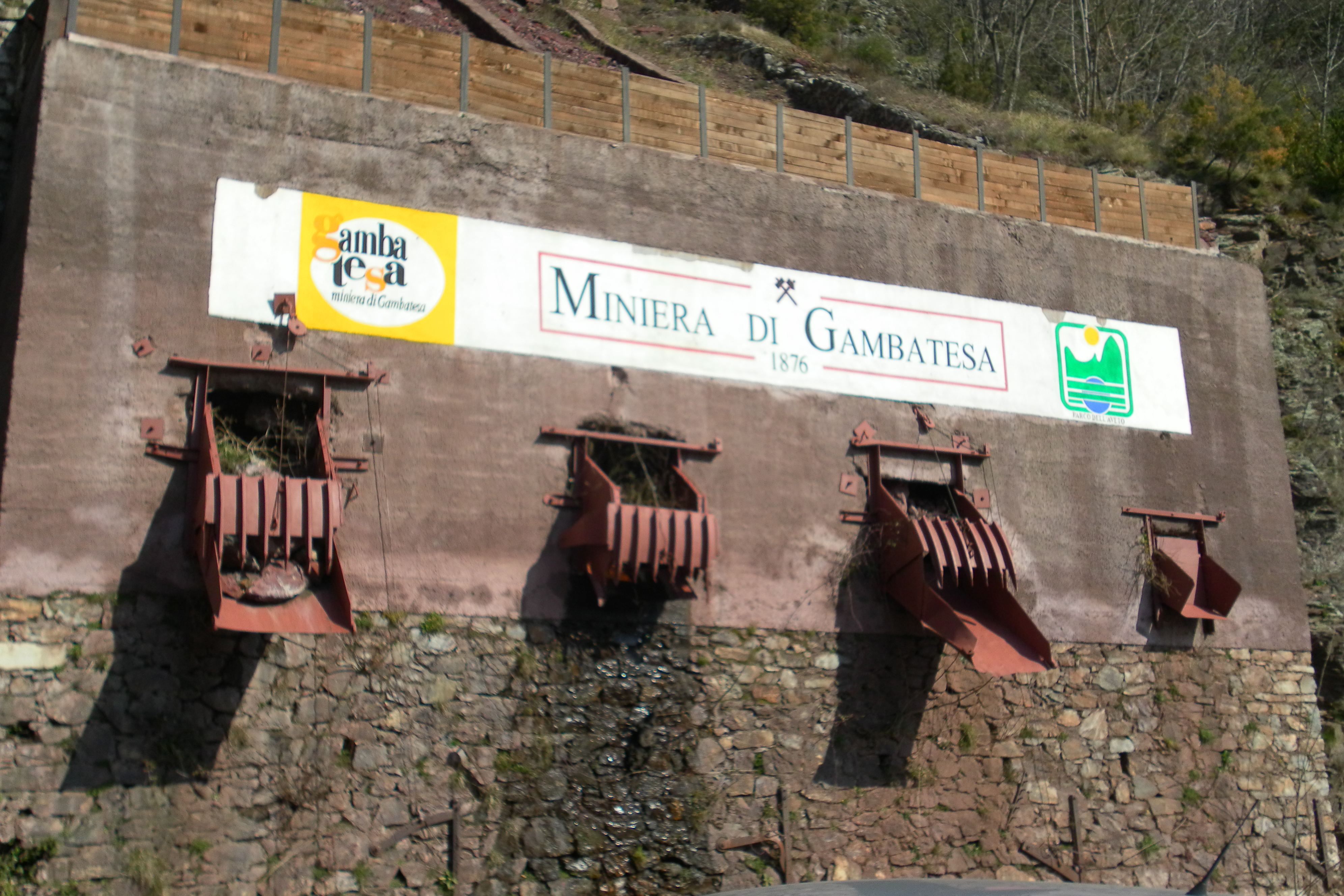
Cartello d'ingresso alla miniera
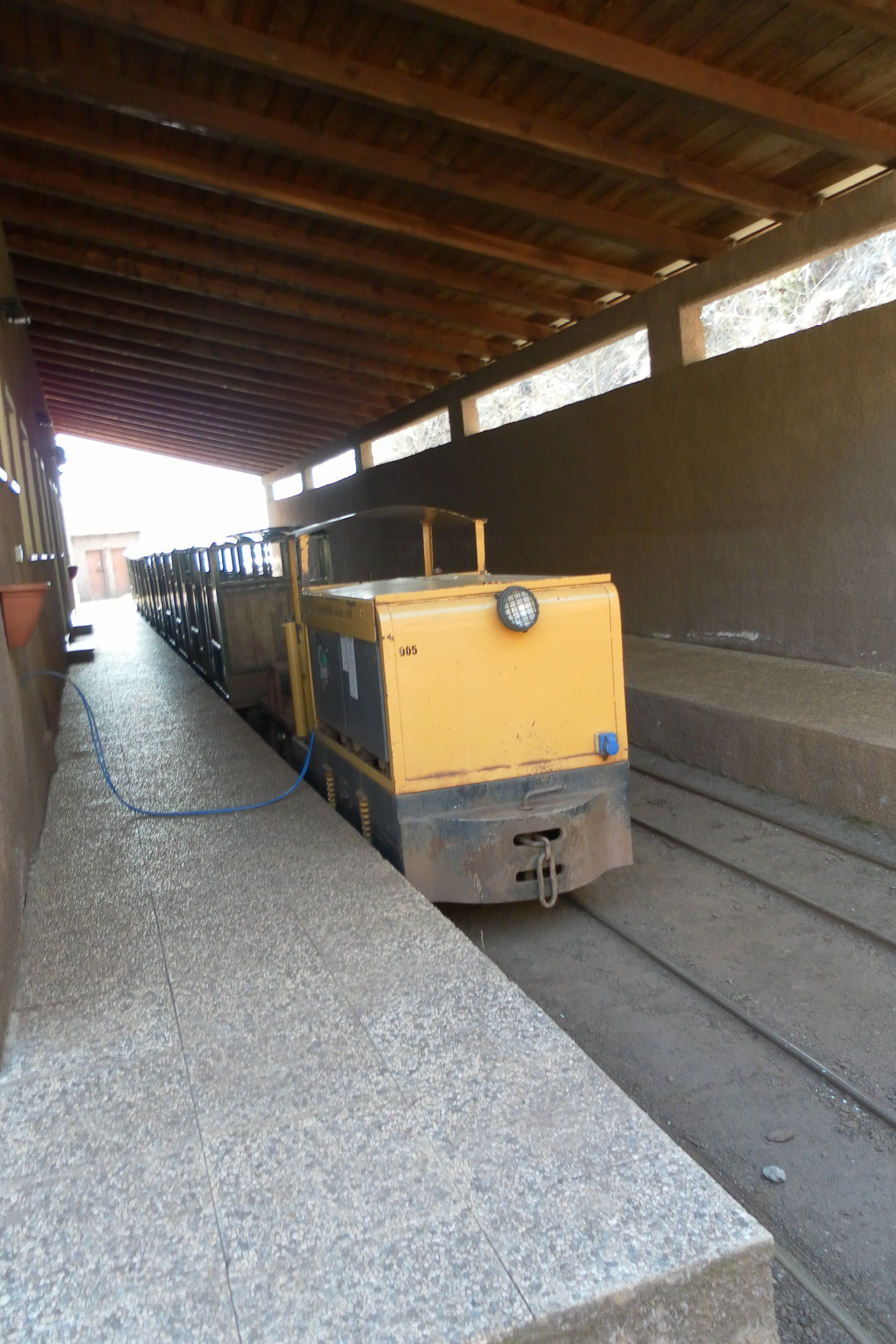
Il trenino utilizzato dai visitatori
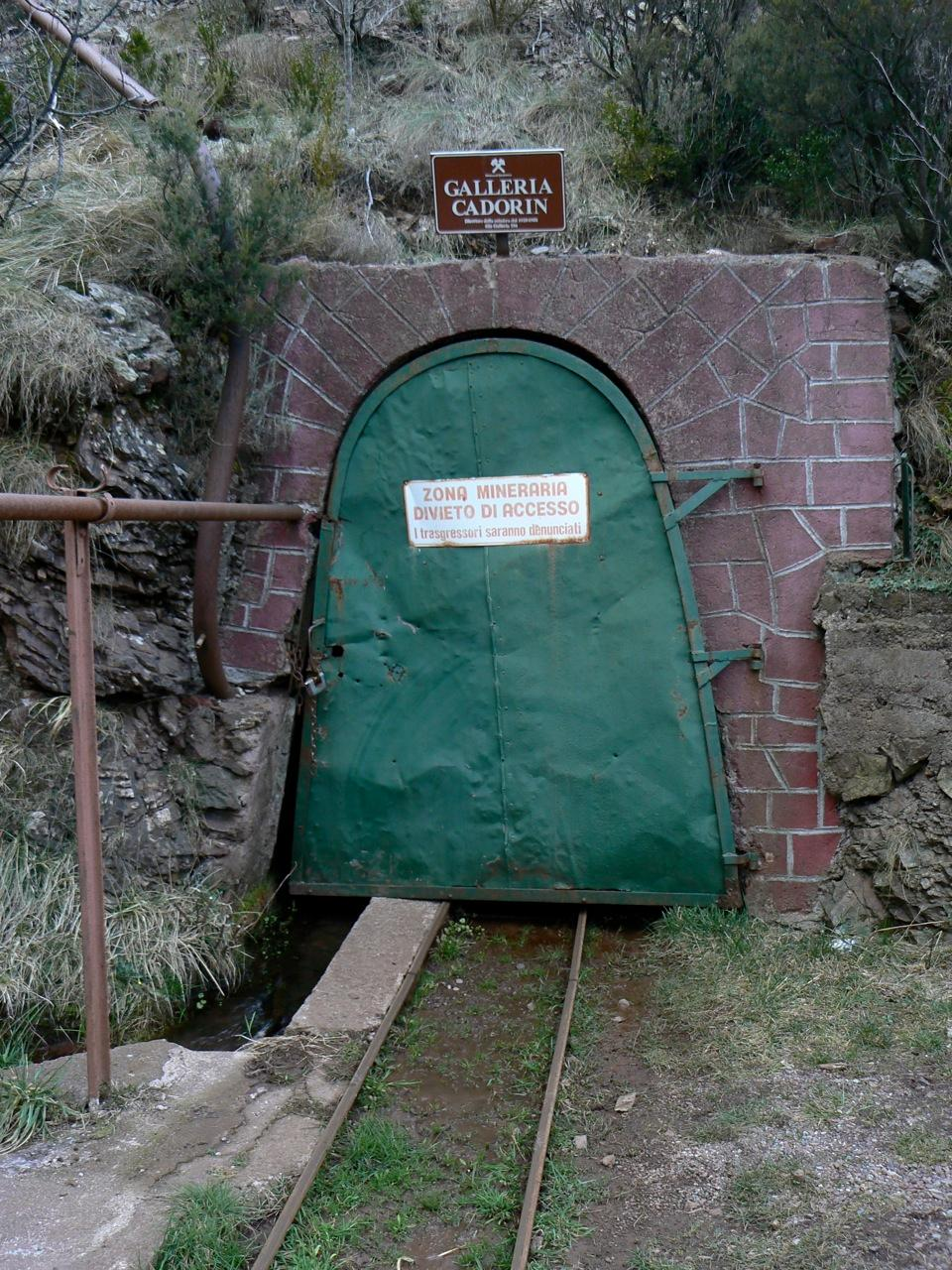
L'ingresso
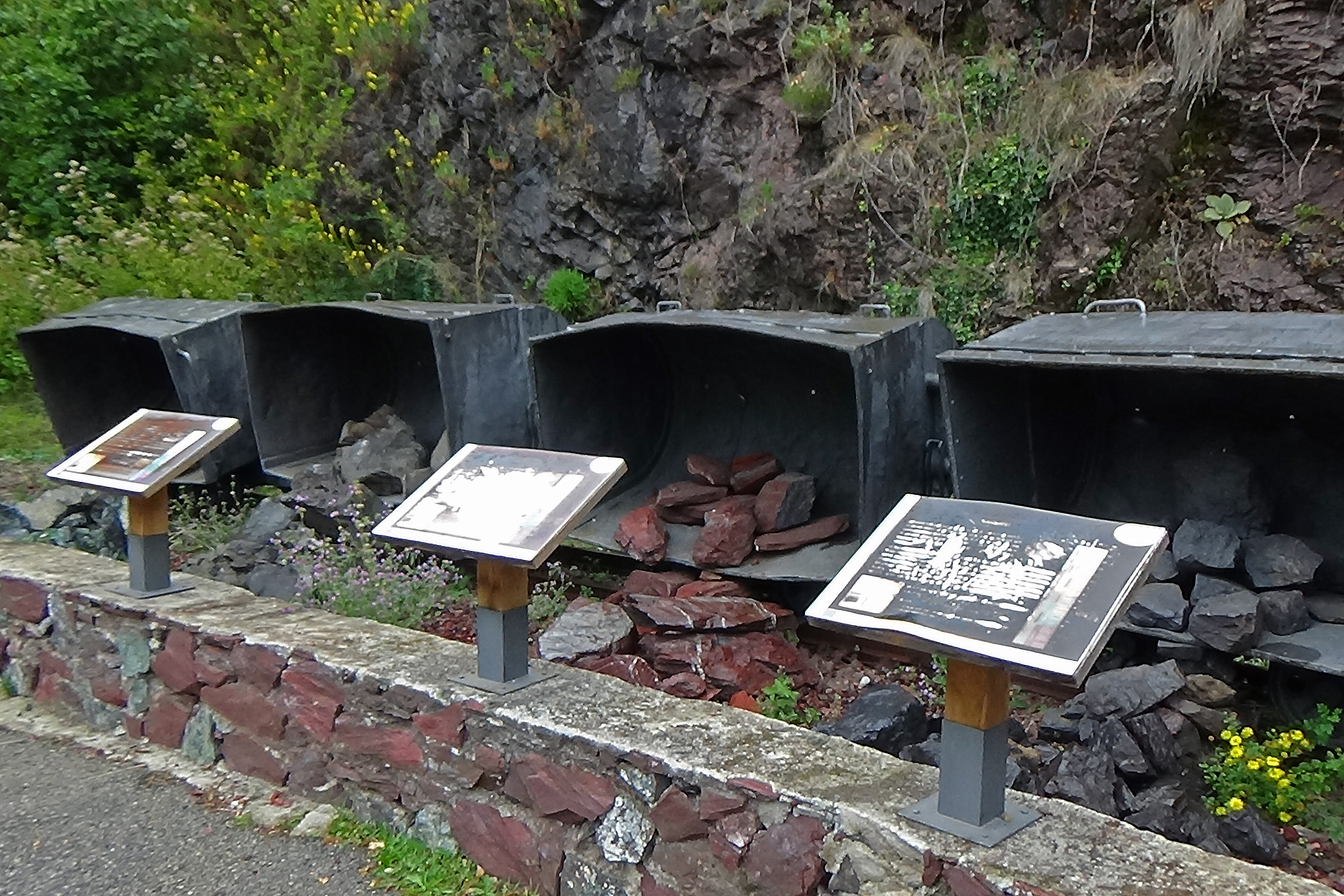
Tipi di minerali estratti